# Poienari
Poienari è un comune della Romania di 1 667 abitanti, ubicato nel distretto di Neamț, nella regione storica della Moldavia. 
Il comune è formato dall'unione di 3 villaggi: Bunghi, Poienari, Săcăleni.
Nel 2004 si sono staccati dal comune di Poienari i villaggi di Ciurea, Holm, Pâncești, Tălpălăi e Patricheni, andati a formare il comune di Pâncești.